# Pristimantis acuminatus
Pristimantis acuminatus es una especie de anfibio anuro de la familia Craugastoridae. Se encuentra en la Amazonia de Ecuador y norte de Perú. Es una especie de selva amazónica que también habita el piedemonte andino hasta los 1100 m s. n. m. Por la noche estas ranas pueden ser encontradas en árboles a 10–15 m de altura; durante el día pueden ser encontradas en bromelias o durmiendo debajo de hojas. Pueden estar presentes en zonas agrícolas. Es una especie de amplia distribución que no se considera amenazada. En 2015 se describieron varias especies crípticas relacionadas y previamente confundidas con P. acuminatus.